# 대경대학교
대경대학교(大慶大學校, Daekyeung University)는 경상북도 경산시와 경기도 남양주시에 위치한 사립 전문대학이다.

## 연혁
대경대학교는 1992년 10월 29일, 대경전문대학이 시초이다. 이듬해 3월 5일 개교하였다. 1998년 5월, 대경대학으로 교명을 변경하였다. 2012년 9월, 대경대학교로 교명을 변경하고 2018년 9월에 남양주시에 캠퍼스를 개교한 바 있다.
한편 2012년과 2015년, 교육부 등으로부터 재정지원제한대학 등급과, 대학구조개혁평가에서 D+ 등급을 받은 이력이 있다. 다만, 2017년에 그 명예를 회복하고 지원 제한이 해제된 바 있다.
2018년 9월에 경기도 남양주시에 캠퍼스를 개교하며 남양주에 캠퍼스가 소재한 두 번째 전문대학이 되었다. 한편, 2018년에 개교 25주년을 맞이하였으며 2022년, 이채영 총장이 재임하고 있다.

## 교육편제
대경대학교는 예체능계열, 인문사회계열, 자연과학계열 등 3개 계열에서 전공을 설치하고 전문학사 학위 과정을 제공하고 있다.

## 캠퍼스 풍경
대경대학교는 경상북도와 경기도에 위치한 사립 전문대학으로, 경산시와 남양주시에 소재한다.

### 메인캠퍼스
대경대학교 메인캠퍼스는 단북리에 위치하는 대경대학교의 본부 캠퍼스이다. 단북길을 통해 접근이 가능하다. 9개동의 건축물이 위치하여 3개 계열에 대한 강의동과 생활관 등의 역할을 수행하고 있다.

### 한류캠퍼스
대경대학교 한류캠퍼스는 팔야리에 위치한 대경대학교의 이원화 캠퍼스이다. 팔야산단로를 통해 캠퍼스에 접근이 가능하며 2개동의 건축물이 위치하여 예체능계열 1개 계열에 대한 전공 강의가 이루어지고 있다.